# Франсоаз Саган
Франсоаз Саган (фр. Françoise Sagan; Кажар, 21. јун 1935 — Хонфлер, 24. септембар 2004), правим именом Франсоаз Куаре, била је француска књижевница и сценаристкиња. Саган, коју је Франсоа Моријак на насловној страни магазина Фигаро назвао "Шармантним малим монструмом", прославила се меланхоличним романима, у којима је приказивала љубавне троуглове, монденски свет и грађанске друштвене конвенције припадника буржоаске класе. Добар дан, туго (1954), њен први и најпознатији роман, написала је док је била тинејџерка, претворивши је преко ноћи у књижевну звезду.
Водила је буран живот, гајећи страст према брзим аутомобилима, луксузном животу, наркотицима, алкохолу, коцки, и љубавним везама са мушкарцима и женама. Њен интригантан живот преточен је у биографски филм Саган (2011). Поред романа писала је приповетке, драме, аутобиографију, сценарије и текстове за шансоне.
Већи број романа Франсоаз Саган преведен је на српски језик. 

## Биографија

### Детињство и младалачки успех
Саган је рођена у Кажару 21. јун 1935. као Франсоаз Куаре. Одрасла је у Лоту, где је била окружена животињама, које су остале њена страст до краја живота. С надимком "Кики" била је најмлађа ћерка имућних родитеља. Њен отац је био богати директор једне компаније, а мајка ћерка богатог земљопоседника. Саганина прабаба са очеве стране је била Рускиња из Санкт Петерсбурга. Породица Куаре је током рата живела у Дофнеу, а затим у Веркорсу. Иако је похађала факултет, услед незаинтересованости никада га није завршила.
Псеудоним Саган преузела је од принцезе Саган, која је наводно била инспирација Марселу Прусту за лик принцезе Германт из романа У трагању за изгубљеним временом. Њен први роман Добар дан, туго објављен је 1954, када је имала 18 година. Роман је доживео међународни успех и учинио је Саган књижевном сензацијом преко ноћи. У њему се описује живот Сесил, седамнаестогодишње богате наследнице, која живи монденским животом. Књига се до 1962. у Француској продала у више од 840 000 примерака, док се број продатих примерака у свету попео на 4 500 000.

### Монденски живот
На путовањима по Америци, често је виђана у друштву Трумана Капотеа и Аве Гарднер. Док је возила спортски аутомобил Астон Мартин, 14. марта 1957. доживела је саобраћајну несрећу, због које је била у коми неколико дана. Такође је волела да вози свој аутомобил марке Јагуар када је ишла да се коцка по Монте Карлу.
Саган се два пута удавала. Први пут се удала 13.марта 1958. за 20 година старијег издавача Гија Шелера, али се пар развео две године касније. За Боба Вестхофа, младог америчког плејбоја, удала се 1962. Пар се развео 1963. Њихов син Дени се родио у јуну исте године. Саган је потом имала дугогодишњу лезбејску везу са модном стилисткињом Пеги Роше. Такође је имала и мушког љубавника Бернарда Франка, ожењеног есејисту опседнутог јелом и писањем. Након тог периода почиње још једну дугогодишњу лезбејску везу са уредницом француског издања магазина Плејбој Аник Желе.
Саган се није плашила да се укључи у политику. Потписала је 1961. Манифест 121 против политике француске владе у Алжиру, а деценију касније подржала је легализацију абортуса.
Током свог живота Саган је била зависна од неколико врста дрога. Годинама је користила пилуле на рецепт, амфетамин, кокаин, морфијум и алкохол. Када је полиција једном приликом дошла у претрес њене куће, њен пас Банко их је одвео до кокаина који је потом и сам почео да лиже. Саган је у том тренутку узвикнула полицији: Погледајте, и њему се свиђа! Деведесетих је оптужена и осуђена за поседовање кокаина.

### Смрт
Њено здравствено стање је било веома нарушено почетком двехиљадитих. Током 2002. није била у стању да се појави на суђењу због утаје пореза. У овај случај био је умешан и бивши француски председник Франсоа Митеран. Саган је добила условну казну.
Франсоаз Саган је преминула од емболије плућа у Хонфлеру 24.септембра 2004. у 69. години. По својој жељи сахрањена је у вољеном родном месту Кажару. За собом је оставила финансијски дуг од милион евра. У свом телеграму саучешћа тадашњи француски председник Жак Ширак је између осталог рекао: Са њеном смрћу, Француска је изгубила једног од најбриљантнијих и најосећајнијих писаца - еминентну фигуру литерарног живота.

## Стваралаштво
Током своје књижевне каријере која је трајала до 1998.године, Саган је написала велики број књига, од којих су многе екранизоване на великом платну.
Написала је двадесет романа у којима се шармантно и често сатирично приказују љубавни троуглови и грађански друштвени кодови присутни у одређеним круговима француског друштва. Заплети њених романа су често били шокантни за конзервативне кругове. Њен први роман Добар дан, туго доноси причу о тинејџерки која диригује катастрофалним раскидом између њеног оца богатог плејбоја и одговорне и елегантне модне новинарке. У роману Волите ли Брамса? (1959) приказује се љубавна веза између средовечне удате жене и тинејџера. У Извесном осмеху младу студенткињу Доминик њен момак Бернар упознаје са својим ујаком Луком и његовом женом Франсоаз, према којима Доминик почиње да осећа снажну привлачност. У делу из 1961. Чудесни облаци приказала је неуротични брак између патолошки љубоморног мушкарца и промискуитетне супруге. У роману Ожиљци на души Елеонора и Себастијан, осиромашени шведски племићи у инцестуозној вези, крећу у потрагу за богатим заштитницима. На свом путовању сусрећу Нору (богату Американку), Робера (импресарија) и Бруна (младог глумца). Фокусирајући се на сваког јунака, Саган коментарише њихове животе, динамику групе и терапеутску вредност писања. Критичари сматрају да је ово њен најпесимистичнији роман.. Осим првог романа Добар дан, туго, остали романи нису наишли на благонаклон пријем код критике. Критичари су били узнемирени недостатком моралних осећања њених јунакиња, као и одбацивање патетике. Њене јунакиње разарају норме патријархалног друштва, подривају родне и полне друштвене улоге и деконструишу породичну романсу. Саганови ликови, који су постали идоли илузорних тинејџера, слични су јунацима из прозе њеног савременика Дејвида Џерома Селинџера. Дијалог у њеним романима често је обојен изнијансираним егзистенцијалистичким питањима.
Саган је написала и девет комедија, међу којима је најпознатија драма Замак у Шведској (1960). Познате по својим вицкастим и брзим дијалозима и друштвено девијантним ликовима, Саганини комади стварају измештен простор ослобођен социјалних конвенција и ограничења. Објавила је збирке приповедака Позоришна музика и Кућа Ракел Веге, као и биографије Брижит Бардо и Саре Бернар.
Написала је аутобиографију у којој је објаснила на који начин је за њу писање било превазилажење ограничења на које је наилазила током живота. У аутобиографији су присутни и њени последњи разговори са пријатељем Жаном Полом Сартром непосредно пре његове смрти.. Уз романе, комаде и аутобиографију писала је текстове за шансоне и сценарије за филмове.

## Филм
Живот Франсоаз Саган је приказан у биографском филму Саган редитељке Дајан Кирис који је премијерно приказан 11. јуна 2008. Француска глумица Силви Тести је глумила насловну улогу.

## Занимљивости
- Била је велики пријатељ са француским председником Франсоа Митераном.
- У казину чији је постала стални посетилац, све је стављала на "срећни број 8" и 1958. године добила 80.000 франака за једну ноћ, Паре је потрошила већ наредног дана купивши себи замак.
- Један је од ретких писаца чије су књиге објављене за време Хладног рата у земљама као што су Русија, Грузија, Украјина.

## Рекла је ...
- Брак је лутрија у којој мушкарац ставља своју слободу, а жена своју срећу.
- Лако је паметној жени међу мушкарцима, али тешко њој међу женама.
- Љубав је као вожња аутомобилом: стартујеш нагло, возиш пребрзо, а кочиш кад је већ прекасно.
- Ниједна жена не носи радо изношену хаљину своје супарнице; кад су у питању туђи мушкарци, није тако пробирљива.
- Постоје две групе људи који не знају ништа о женама: ожењени и неожењени мушкарци.
- Новцем се не купује срећа, али бих радије плакала у Јагуару него у аутобусу.
- Волим мушкарце који се понашају као мушкарци. Волим их јаке и детињасте.
- Живећу лоше ако не будем писала, али и писаћу лоше ако не будем живела.

## Одабрана библиографија

### Романи
- Добар дан, туго'' (1954)
- Известан осмех (1955)
- За месец, за годину (1957)
- Волите ли Брамса? (Aimez-vous Brahms?, 1959)
- Чудесни облаци (1961)
- Предаја (1966)
- Чувар срца (1968)
- Мало сунца у хладној води (Un peu de soleil dans l'eau froide, 1971)
- Модрице на души (Des bleus à l'âme, 1972)
- Изгубљени профил (Un profil perdu, 1976)
- Разбацана постеља (Le lit défait, 1977)
- Улизица (Le chien couchant, 1980)
- Налицкана дама (La femme fardée, 1981)
- Непомична олуја (Un orage immobile, 1983)
- (1985)
- Насликано крвљу (Un sang d'aquarelle, 1987)
- Мушкарац на ланцу (La laisse, 1989)
- (1991)
- Пролазна патња (Un chagrin de passage, 1994)
- Криво огледало (Le miroir égaré, 1996)